# Kabinett İnönü I
Das Kabinett İnönü I war die erste Regierung der Republik Türkei. İsmet İnönü war vom 30. Oktober 1923 bis zum 6. März 1924 Ministerpräsident.
Bei der Parlamentswahl am 28. Juni 1923 war nur die Müdâfaa-i hukuk cemiyetleri zugelassen, die im September 1923 zur Halk Fırkası (ab 1935 Cumhuriyet Halk Partisi) umbenannt wurde. Nach der Ausweisung des Sultans verabschiedete die Große Nationalversammlung der Türkei am 29. Oktober 1923 eine Verfassungsänderung, erklärte die Türkei zur Republik und den Präsidenten zum Staatsoberhaupt. Zum ersten Präsidenten wurde Mustafa Kemal Atatürk gewählt. Nach Ausrufung der Republik mit einem Ein-Parteien-System beauftragte Staatsgründer Atatürk İnönü mit der Regierungsbildung.
Das Scharia-Ministerium, ein Überbleibsel aus der Zeit des Osmanischen Reiches und das Ministerium des Generalstabes, das nur temporär während des türkischen Befreiungskrieges errichtet worden war, wurden am 3. März 1924 abgeschafft. In der Folge trat İnönü zurück, um eine neue Regierung zu bilden.

## Minister
| Titel                                                | Name                                      | Partei | Amtszeit                                                          |
| ---------------------------------------------------- | ----------------------------------------- | ------ | ----------------------------------------------------------------- |
| Ministerpräsident und Außenminister                  | İsmet İnönü                               | HF     |                                                                   |
| Minister für Scharia und Stiftungen                  | Fevzi Sarhan                              | HF     |                                                                   |
| Minister des Generalstabes                           | Fevzi Çakmak                              | HF     |                                                                   |
| Justizminister                                       | Seyit                                     | HF     |                                                                   |
| Verteidigungsminister                                | Kâzım Özalp                               | HF     |                                                                   |
| Innenminister                                        | Ahmet Ferit Tek                           | HF     |                                                                   |
| Finanzminister                                       | Hasan Fehmi Ataç Mustafa Abdülhalik Renda | HF     | 30. Oktober 1923 – 2. Januar 1924 2. Januar 1924 – 6. März 1924   |
| Bildungsminister                                     | Sefa Özler                                | HF     |                                                                   |
| Minister für öffentliche Arbeiten und Siedlungswesen | Ahmet Muhtar Cilli Süleyman Sırrı         | HF     | 30. Oktober 1923 – 19. Januar 1924 19. Januar 1924 – 6. März 1924 |
| Gesundheitsminister                                  | Refik Saydam                              | HF     |                                                                   |
| Bauminister                                          | Mustafa Necati Uğural                     | HF     |                                                                   |
| Minister für Industrie und Handel                    | Hasan Saka                                | HF     |                                                                   |